# نظام ملشيور لتصنيف النبات
نظام ملشيور لتصنيف النبات هو نظام تصنيفي وضعه هانز ملشيور في منشوره المسمى «مرجع في جميع الدورات التصنيفية»، الذي يوضح بالتفصيل النظام التصنيفي لكاسيات البذور وفقًا لـ أ.إنغلر Syllabus der Pflanzenfamilien (1964)،  المعروف أيضًا باسم نظام إنغلر «المعدل أو المحدث».

## شعيبة كاسيات البذور

### طائفة أحاديات الفلقة

#### رتبةHelobiae
؛ رتيبة Alismatineae
- مزمارية
- عناز

؛ رتيبة Hydrocharitineae
- كلويات الماء

رتيبة Scheuchzeriineae
- Scheuchzeriaceae

؛ رتيبة Potamogetonineae
- جارة الماء
- عاشميات
- جار النهر
- نجا
- جار النهر

#### رتبةTriuridales
- Triuridaceae

#### رتبةزنبقونات
؛ رتيبة Liliineae
- زنبقية
- مصفورة
- سداتيات
- أغافاوات
- نبات الدم
- Cyanastraceae
- نرجسية
- Hypoxidaceae
- Velloziaceae
- زهور الخفاش
- ديسقورية

؛ رتيبة Pontederiineae
- زغفليات

؛ رتيبة Iridineae
- سوسنية
- سوسن أرضي

؛ رتيبة Burmanniineae
- برمانية
- Corsiaceae

؛ رتيبة Philydrineae
- Philydraceae

#### رتبةJuncales
- أسلية
- Thurniaceae

#### رتبةBromeliales
- بروميلية

#### رتبةوعلانيات
؛ رتيبة Commelinineae
- وعلانية
- زيرونية
- Mayacaceae
- Rapateaceae

؛ رتيبة Eriocaulineae
- Eriocaulaceae

؛ رتيبة Restionineae
- رستيونية
- Centrolepidaceae

؛ رتيبة Flagellariineae
- Flagellariaceae

#### رتبةقبئيات
- نجيلية

#### رتبةPrincipes
- نخلية

#### رتبةالسيكلنتيات
- السيكلنتيات

#### رتبةإغريضات الأزهار(لوفيات)
- لوفية
- لمناوات

#### رتبةكاذيات
- كاذية
- Sparganiaceae
- بركية

#### رتبةقبئيات
- سعدية

#### رتبةScitamineae
- موزية
- زنجبيلية
- قنا
- مرتينيات
- Lowiaceae

#### رتبةMicrospermae
- سحلبية

### طائفة ثنائيات الفلقة

#### تحت طائفة بدائيات الدثار

##### رتبةكزوارينية
- كزوارينية

##### رتبةJuglandales
- شمعيات
- جوزية

##### رتبةBalanopales
- Balanopaceae

##### رتبةLeitneriales
- سيماروبية
- Didymelaceae

##### رتبةصفصافية
- صفصافية

##### رتبةزانيات
- قضبانية
- زانية

##### رتبةقراصيات
- Rhoipteleaceae
- دردارية
- توتية
- قراصية
- Eucommiaceae

##### رتبةبروطيات
- بروطية

##### رتبةصندليات
؛ رتيبة Santalineae
- أولاكسية
- Dipentodontaceae
- Opiliaceae
- Grubbiaceae
- صندلية
- Misodendraceae

؛ رتيبة Loranthineae
- إسارية

- Balanophoraceae

##### رتبةMedusandrales
- Medusandraceae

##### رتبةPolygonales
- بطباطية

##### رتبةCentrospermae
؛ رتيبة Phytolaccineae
- الفصيلة الصبغية
- ملتفات السداة
- Achatocarpaceae
- شبية
- مغيريات
- ديمومية

؛ رتيبة Portulacineae
- رجلية
- Basellaceae

؛ رتيبة Caryophyllineae
- قرنفلية

؛ رتيبة Chenopodiineae
- Dysphaniaceae
- قطيفية
- قطيفية

؛incertae sedis
- Didiereaceae

##### رتبةصبار
- صبار

##### رتبةمغنوليات
- مغنولات
- Degeneriaceae
- Himantandraceae
- Winteraceae
- قشديات
- Eupomatiaceae
- بسباسية
- Canellaceae
- شزندرية
- ليسومية
- أستربيل
- تريمينية
- أمبوريلة شعراء الساق
- مونيميات
- كأسيات الزهر
- Gomortegaceae
- غارية
- هرنانديات
- Tetracentraceae
- Trochodendraceae
- اليوتيلية
- Cercidiphyllaceae

##### رتبةحوذانيات
؛ رتيبة Ranunculineae
- حوذانية
- برباريسية
- لرديزباليات
- لرديزباليات
- بذر قمرية

؛ رتيبة Nymphaeineae
- نيلوفرية
- قرنيات الورق

##### رتبةفلفليات
- صروية
- فلفلية
- عطرورية
- Lactoridaceae

##### رتبةAristolochiales
- زراوندية
- رافليسية
- Hydnoraceae

##### رتبةGuttiferales
؛ رتيبة Dilleniineae
- ديلنية
- عود الصليب
- متصالبية
- Medusagynaceae
- Actinidiaceae
- عذاميات

؛ رتيبة Ochnineae
- أوكنية
- Dioncophyllaceae
- Strasburgeriaceae
- مجنحية الثمر

؛ رتيبة Theineae
- شاي
- كاريوكار ية
- Marcgraviaceae
- Quiinaceae
- كلوزية

؛ رتيبة Ancistrocladineae
- Ancistrocladaceae

##### رتبةنبات الإبريق
- سراسينية
- نابنط
- ندوية

##### رتبةحوذانيات
؛ رتيبة Papaverineae
- خشخاشية

؛ رتيبة Capparineae
- قبارية
- كرنبية
- Tovariaceae

؛ رتيبة Resedineae
- بليحائية

؛ رتيبة Moringineae
- بان

##### رتبةBatales
- Bataceae

##### رتبةورديات
؛ رتيبة Hamamelidineae
- دلبية
- مشتركات
- Myrothamnaceae

؛ رتيبة Saxifragineae
- مخلدية
- أجينة
- كاسرات الحجر
- بروقة
- عذاميات
- عذاميات
- حبضيات
- Byblidaceae
- دباقة
- مشيكية

؛ رتيبة Rosineae
- وردية
- سعدانية
- بلوطية ذهبية

؛ رتيبة Leguminosineae
- كونارية
- بقولية
- رطن

##### رتبةHydrostachyales
- Hydrostachyaceae

##### رتبةبدوستمونية
- بدوستمونية

##### رتبةغرنوقيات
؛ رتيبة Limnanthineae
- Limnanthaceae

؛ رتيبة Geraniineae
- حماضية
- غرنوقية
- كبوسين
- قديسية
- كتانية
- كوكيات
- رتيبة Euphorbiineae
- فربيونية
- زيفاء

##### رتبةصابونيات
؛ رتيبة Rutineae
- سذابية
- Cneoraceae
- سيماروبية
- Picrodendraceae
- بخورية
- أزدرختية

؛ رتيبة Malpighiineae
- ملبيغية
- Trigoniaceae
- فوتشية

؛ رتيبة Polygalineae
- Tremandraceae
- مغزرية

؛ رتيبة Coriariineae
- عشبة الدباغين

؛ رتيبة Anacardiineae
- بطمية

؛ رتيبة Sapindineae
- قيقبية
- Bretschneideraceae
- صابونية
- كستناوات الحصان
- Sabiaceae
- عسليات
- Aextoxicaceae

؛ رتيبة Balsamineae
- البلسميات

##### رتبةJulianiales
- بلاذراوات

##### رتبةحرابيات
رتيبة Celastrineae
- سيريلية
- Pentaphylacaceae
- بهشية
- Corynocarpaceae
- Pandaceae
- حرابية
- Staphyleaceae
- أبقراطيات
- Stackhousiaceae
- أراكية

رتيبة Buxineae
- شمشادية

رتيبة Icacinineae
- إيكاسينية
- Cardiopteridaceae

##### رتبةنبقيات
- نبقية
- كرمية
- ليا

##### رتبةخبازيات
رتيبة Elaeocarpineae
- شبيهات الزيتون

رتيبة Sarcolaenineae
- Sarcolaenaceae

رتيبة Malvineae
- زيزفونيات
- خبازية
- بمبوقاوية
- Sterculiaceae

رتيبة Scytopetalineae
- لوسيتية

##### رتبةمثنانية
- عائلة Geissolomataceae
  - أحادي. ذالك يتكون من جنس Geissoloma Lindl. ex Kunth, وspecies Geissoloma marginatum, من الكاب، جنوب أفريقيا.
- Family Penaeaceae from South Africa.
  - Tribe Endonemeae
    - Endonema A.Juss.
    - Glischrocolla (Endl.) A.DC.

  - Tribe Penaeeae
    - Brachysiphon A.Juss.
    - Penaea L.
    - Saltera Bullock (syn.:Sarcocolla Kunth)

Note: Sonderothamnus R.Dahlgren, 1968 is posterior to the publication of this work, and Stylapterus A.Juss. was included by G. Bentham & J.D. Hooker in Penaea.
- Family جفبلارية
  - جفبلار Thouars
  - Gonypetalum Ule (currently syn. of Tapura)
  - Stephanopodium Poepp.
  - Tapura Aubl.
- Family مثنانية

Note: the classification of Thymelaeaceae was based on Domke 1934.
- - Subfamily Gonystyloideae (Syn.:Gonystylaceae)
    - Aetoxilon
    - Amyxa
    - Gonystylus

  - Subfamily Aquilarioideae
    - Tribe Microsemmateae
    - Tribe Solmsieae
    - Tribe Octolepideae
    - Tribe Aquilarieae

  - Subfamily Gilgiodaphnoideae (or Synandrodaphnoideae)
    - Monotypic. It consists of genus Gilgiodaphne (currently synonym of Synandrodaphne Gilg), and species Gilgiodaphne paradoxa, syn. of Synandrodaphne paradoxa, from West Africa.

  - Subfamily Thymelaeoideae
    - Tribe Dicranolepideae
    - Tribe Phalerieae
    - Tribe Daphneae
    - Tribe Thymelaeeae (Syn.:Gnidieae)
- رتبية خلافية
  - خلاف
  - غاسول
  - Shepherdia

##### رتبةViolales
رتيبة Flacourtiineae
- Flacourtiaceae
- Peridiscaceae
- بنفسجية (نبات)
- يعشيل
- Scyphostegiaceae
- Turneraceae
- Malesherbiaceae
- الآمية
- طهبيات

؛ رتيبة Cistineae
- لاذنية
- بكسية
- Sphaerosepalaceae
- Cochlospermaceae

؛ رتيبة Tamaricineae
- طرفاوية
- جرمل
- إلطينيات

؛ رتيبة Caricineae
- باكسيات

؛ رتيبة Loasineae
- لواسية

؛ رتيبة Begoniineae
- داتيسكه
- بغونيات

##### رتبةقرعيات
- قرعية

##### رتبةآسيات
رتيبة Myrtineae
- خثرية
- Trapaceae
- Crypteroniaceae
- آسية
- Dialypetalanthaceae
- Sonneratiaceae
- رمان
- لوسيتية
- ثغريات سوداء
- حاملات الجذور
- قمبريطية
- أخدرية
- Oliniaceae
- فرصاديات الملح
- فوية

رتيبة Hippuridineae
- أفورس

رتيبة Cynomoriineae
- Cynomoriaceae

##### رتبةUmbelliflorae
- Alangiaceae
- Nyssaceae
- Davidiaceae
- قرانية
- شرابات الحرير
- أرالية
- خيمية

#### تحت طائفةملتحمات التويجية

##### رتبةكأسية خماسية الأوراق
- كأسية خماسية الأوراق

##### رتبةخلنجيات
- لثاتيات
- Pyrolaceae
- خلنجية
- خلنجية
- خلنجية

##### رتبةربيعيات
- ثواجيات
- مرسينية
- ربيعية

##### رتبةPlumbaginales
- رصاصية

##### رتبةEbenales
رتيبة Sapotineae
- سبوتية
- Sarcospermataceae

رتيبة Ebenineae
- أبنوسية
- إصطركية
- Lissocarpaceae
- لطريات
- Hoplestigmataceae

##### رتبةOleales
- زيتونية

##### رتبةجنطيانيات
- لوغانية
- Desfontainiaceae
- جنطيانية
- إطريفلية
- دفلية
- صقلاباوات
- فوية

##### رتبةأنبوبيات الزهر
رتيبة Convolvulineae
- بولامونية
- أوكوتيلة
- محمودية

رتيبة Boraginineae
- زهراوات الأحراج
- حمحمية
- لينواوات

رتيبة Verbenineae
- لويزية
- بهي الشعر
- شفوية

رتيبة Solanineae
- Nolanaceae
- باذنجانية
- Duckeodendraceae
- بدليات
- غدبية
- عينون
- بنيونية
- Henriqueziaceae
- أقنثية
- دعسية
- مارتيناوات
- غزنرية
- كولوميليات
- هالوكية
- سندبيات

رتيبة Myoporineae
- Myoporaceae

رتيبة Phrymineae
- متدليات البذور

##### رتبةحملية
- حملية

##### رتبةممشقيات
- خمانية
- مسكية
- ناردينية
- ممشقية

##### رتبةCampanulales
- جريسية
- Sphenocleaceae
- Pentaphragmataceae
- مخالب الباز
- وسادة الدبابيس الزرقاء
- Stylidiaceae
- Calyceraceae
- نجمية